# Coloradia doris
Coloradia doris är en fjärilsart som beskrevs av Barnes 1900. Coloradia doris ingår i släktet Coloradia och familjen påfågelsspinnare. Inga underarter finns listade i Catalogue of Life.